# Лазарь (Секретные материалы)
«Лазарь» (англ. Lazarus) — пятнадцатый эпизод первого сезона сериала «Секретные материалы». Премьера состоялась 4 февраля 1994 на телеканале FOX. Эпизод является «монстром недели», не связанным с основной «мифологией сериала». Сценаристами серии выступили Алекс Ганса и Говард Гордон, а режиссёром Дэвид Наттер. В серии снялись приглашённые звёзды Чек Веррелл и Кристофер Оллпорт. «Лазарь» получил рейтинг Nielsen 7,6, что означает 7,2 миллиона домохозяйств смотрели данную серию во время премьеры, а также получил смешанные отзывы от критиков.
Специальные агенты ФБР Фокс Малдер (Дэвид Духовны) и Дана Скалли (Джилиан Андерсон) расследуют случаи, связанные с паранормальными явлениями, называемые X-Files. После того как, давний напарник Скалли был ранен во время ограбления банка, Скалли и Малдер сталкиваются с тем, что пострадавший был одержим духом мёртвого грабителя банка.
В оригинальном сценарии эпизода дух Дюпре должен был вселиться в тело Малдера. Однако существовало мнение, что ни Скалли, ни Малдер не должны подвергаться такому воздействию. Телеканал FOX и студия выступили против идеи использования персонажа Малдера таким образом. Создатели эпизода согласились внести изменения в сценарий. Открывающую серию сцену ограбления банка снимали в Ванкувере, где игра Джейсона Шомбинга привела некоторых очевидцев в уверенность, что ограбление настоящее.

## Сюжет
Агент ФБР Дана Скалли помогает бывшему коллеге, Джеку Уиллису, в задержании жестоких банковских грабителей Уоррена Дюпре и Лулы Филлипс. Следуя анонимной наводке, два агента загоняют Дюпре в угол во время неудавшегося ограбления. Дюпре тяжело ранит Уиллиса выстрелом из дробовика, но сам оказывается застрелен Скалли. В больнице врачи пытаются реанимировать Уиллиса, но на действия дефибриллятора, применяемого к агенту, реагирует тело Дюпре, смерть которого врачи уже констатировали.
Уиллис приходит в сознание в больнице несколькими днями позже. Украв одежду другого пациента, он отправляется в морг, где находит тело Дюпре и отрезает безымянный палец, чтобы забрать обручальное кольцо, после чего сбегает из больницы. Скалли объясняет Малдеру, что Уиллис был одержим делом Дюпре-Филлипс в течение года, и сознаётся, что встречалась с Уиллисом, когда он был её инструктором в академии ФБР. Обнаруживается, что для отрезания пальцев Дюпре ножницы использовались левшой, хотя Уиллис был правшой. Этот факт наталкивает Малдера на мысль, что в теле Уиллиса обитает сознание Дюпре. Агенты посещают профессора-медика в университете Мэриленда, создавшего теорию о том, что во время случаев близких смертей, освобождающаяся энергия может радикально изменить чью-то личность.
Уиллис, обнаруживший татуировку Дюпре на свой руке, врывается в квартиру брата Лулы Томми и убивает его, будучи уверенным, что это Томми сдал его ФБР и стал причиной его «смерти». На следующий день Уиллис проходит несколько тестов, которые Скалли даёт ему, но когда Малдер предлагает ему подписать фальшивую поздравительную открытку к дню рождения Скалли, который будет только через два месяца, он её подписывает, причем левой рукой. Скалли скептически относится к утверждениям Малдера, что Дюпре поселился в теле Уиллиса, будучи уверенной, что Уиллис просто в состоянии стресса из-за того, что был так близок к смерти.
Когда домовладелец вызывает ФБР, чтобы выдать местонахождение Лулы Филлипс, Скалли и Уиллис врываются внутрь, чтобы её схватить. Однако, когда Скалли загоняет Филлипс в угол, Уиллис берет Скалли на мушку и заставляет её надеть на себя наручники. Скалли держат в доме Филлипс, где её пристегивают к батарее и избивают. Тем временем Уиллис успешно убеждает Лулу, что на самом деле он — Дюпре. Уиллис звонит Малдеру и сообщает, что они с Филлипс удерживают Дану в заложниках.
После того, как Скалли видит, что Уиллис-Дюпре выпил много содовой, она понимает, что Уиллис — диабетик и, чтобы выжить, ему потребуется инсулин. Филлипс и Уиллис-Дюпре грабят аптеку, чтобы заполучить необходимое лекарство. Филлипс звонит Малдеру и требует 1 млн долларов выкупа за Скалли. По звуку пролетавшего рядом самолета Малдер вычисляет примерное местонахождение преступников, и ФБР посылает полицейские наряды, замаскированные под гражданских лиц, прочесать каждый дом в поисках Лулы. Однако Лула отказывается позволить Уиллису воспользоваться инсулином, рассказывая, что она его не любит и сама сообщила ФБР о готовящемся ограблении, в котором Дюпре попал в засаду.
Уиллис-Дюпре притворяется мертвым, а когда Лула бросает в него своё обручальное кольцо, он хватает её пистолет и стреляет в жену. Секундой позже он сам умирает от недостатка инсулина. Малдер, прибывший на место преступления, освобождает Скалли. Позже Скалли забирает вещи Уиллиса из морга, включая часы, которые она подарила ему в день его 35-летия. Они остановились на 18:47 — моменте, когда Уиллис умер после выстрела в банке.

## Производство
«В „Лазаре“ главным был темп [повествования]. Эта [серия] была полной противоположностью «Где-то за морем». Я полагал, что её следовало наполнить движением: движется камера, движутся актёры, и всё это ради того, чтобы поддержать темп сценария. А особой глубины там не было: обычный, прямолинейный сценарий».
В оригинальном сценарии эпизода Дюпре должен был вселиться в тело Малдера. Однако существовало мнение, что ни Скалли, ни Малдер не должны подвергаться такому воздействию. Телеканал FOX и студия выступили против идеи использования персонажа Малдера таким образом. После слабого сопротивления продюсеры согласились внести изменения в сценарий. Как автор сценария Ховард Гордон позже упомянул: «Мы бы хотели, чтобы Малдер пережил обмен душами». Однако, в конце концов, позиция телекомпании FOX изменилась: в эпизоде шестого сезона «Зазеркалье» (состоящем из двух частей) сознание Малдера поменяется местами с государственным агентом Морисом Флетчером. Гордон в конечном счёте пришёл к заключению, что финальное решение будет практически лучшим, и найдёт выгоды от появления бывшего бойфренда Скалли, ведь это позволит покопаться в её истории жизни.
Открывающую серию сцену ограбления банка снимали в Ванкувере, где игра Джейсона Скомбинга привела некоторых очевидцев в уверенность, что ограбление настоящее. Внутренние съёмки подвала Дюпре проводились в асбестовом подвале многоквартирного дома — там потребовался переводчик, чтобы общаться с преимущественно азиатскими квартиросъёмщиками. Этот эпизод стал первым из нескольких случаев, в которых Скалли похищают. В этой серии впервые упоминается день рождения Скалли — 23 февраля, тогда как год её рождения (1964) будет раскрыт только в эпизоде «Один вздох» второго сезона.

## Рейтинги и отзывы
Премьера эпизода «Лазарь» состоялась на телеканале Fox 4 февраля 1994, в Великобритании премьера состоялась на канале BBC Two 5 января 1995 года. Этот эпизод получил оценку 7,6 согласно рейтингу Нильсена, став 12 программой в рейтингах за неделю, то есть примерно 7,2 процентов всех телевизоров в стране показывали данный эпизод, и 12 процентов семей смотрели данную серию. Это эквивалентно около 7,2 млн домохозяйств.
Создатель сериала Крис Картер был очень положительного мнения об эпизоде, заявив, что это «очень хороший и хорошо поставленный эпизод. Мне нравится это, потому что на самом деле кажется реальным. В нём меньше паранормального и научно-фантастического, чем в других сериях, и больше того, что действительно может произойти. Весь актерский состав был замечательный. В целом это был потрясающий эпизод». В обзоре первого сезона в Entertainment Weekly «Лазарь» был оценён C +, и описан, как «настолько захватывающий, насколько Скалли разбирается в мужчинах (не очень)». С технической стороны эпизод, однако, был описан как «нормальный». Зак Халден, автор AV Club, поставил серии оценку B -, отметив, что у него «нет реального тематического резонанса». Он обнаружил, что эпизод оставил свои загадки «в значительной степени неизведанными», и выиграл бы от более сильного акцента на отношениях между персонажами Уиллиса и Дюпре. Мэтт Хейг, автор Den of Geek, охарактеризовал серию негативно, обозначив, что ей «многого не хватило», и что она «больше похожа на серию „Диагноз: убийство“, чем на что-либо другое». Тем не менее, исследование характера персонажа Скалли было приведено в качестве положительного аспекта серии. Анна Джонс, автор TV Squad, критически отозвалась о «Лазаре», заявив, что его начальная сцена была «единственной хорошей частью» серии.